# Simphiwe Nongqayi
Simphiwe Nongqayi (ur. 18 lutego 1972 w Południowej Afryce) – południowoafrykański bokser, były zawodowy mistrz świata organizacji IBF w kategorii junior koguciej (do 115 funtów).
Zawodową karierę rozpoczął we wrześniu 2002 roku. 28 lutego 2009 roku, w swojej piętnastej walce, pokonał jednogłośnie na punkty w pojedynku eliminacyjnym IBF Meksykanina Francisco Arce. 15 września 2009 roku, w pojedynku o wakujący tytuł mistrzowski federacji IBF nieoczekiwanie pokonał na punkty brata Francisco – Jorge Arce i zdobył pas mistrzowski.